# Elisabeth von Österreich-Ungarn in Bad Kissingen

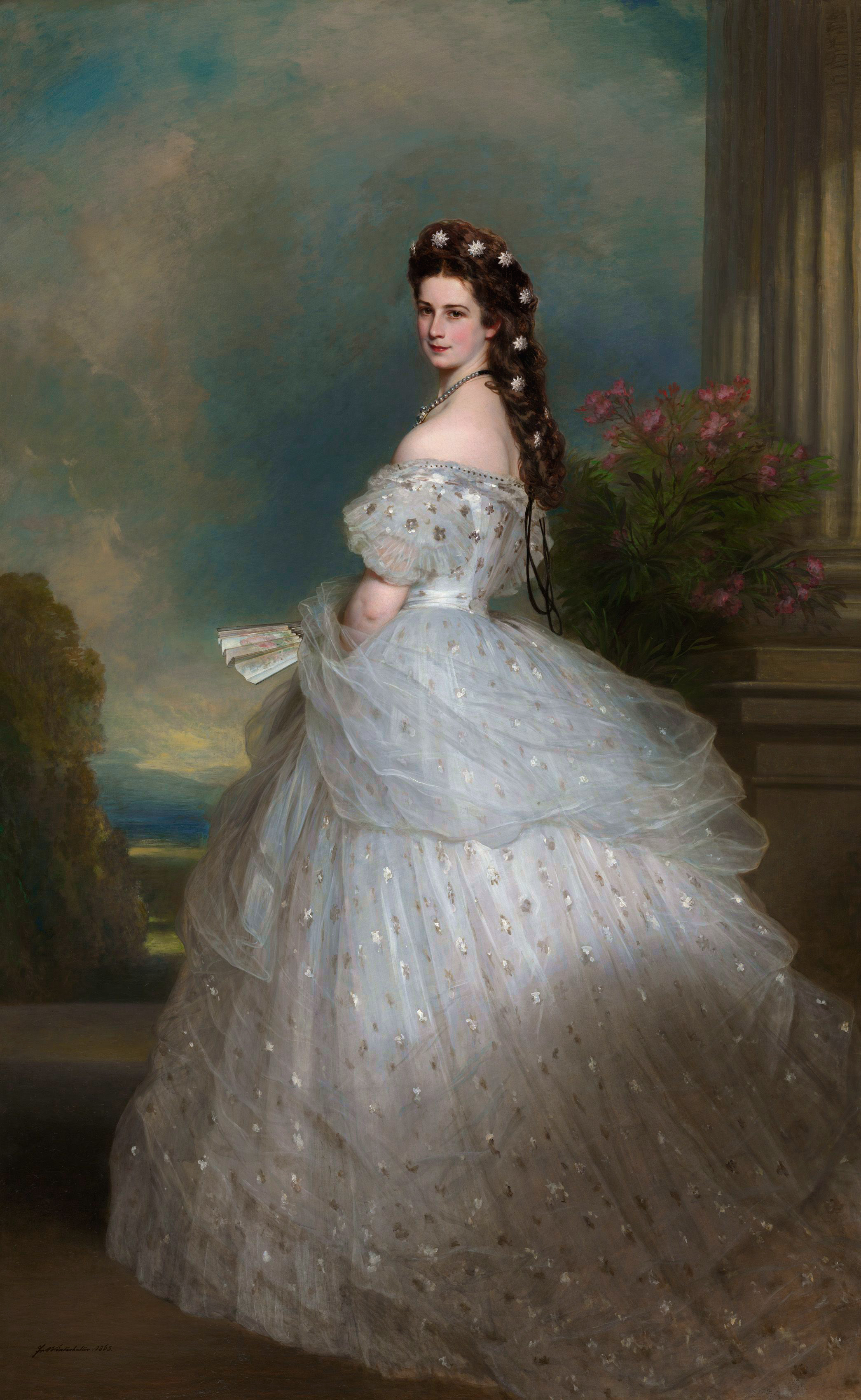
Kaiserin Elisabeth von Österreich (Porträt von Franz Xaver Winterhalter)

Elisabeth von Österreich-Ungarn  („Sisi“) kam sechs Mal zu Kuraufenthalten nach Bad Kissingen, der Großen Kreisstadt des unterfränkischen Landkreises Bad Kissingen.

## Hintergrund
Kaiserin Elisabeth (1837–1898) kam jedes Mal aus gesundheitlichen Gründen nach Bad Kissingen. Dabei absolvierte sie jedes Mal ein übliches Kurprogramm, das von den Kissinger Brunnenärzten in Absprache mit dem Hof entwickelt wurde. In den 1860er Jahren reiste sie in vier aufeinanderfolgenden Jahren an, suchte dann aber auf Grund des Deutschen Krieges von 1866, in dessen Rahmen auch in Kissingen gekämpft wurde, andere Kurorte auf, ließ sich aber angeblich das Kissinger Heilwasser sogar bis nach Korfu nachschicken.
Erst 32 Jahre später, im Jahr 1897, kehrte sie wieder nach Bad Kissingen zurück. Im Jahr 1898 plante sie, im Folgejahr wiederzukommen: „So Gott will, sehen wir uns im nächsten Jahr wieder.“ Doch dazu kam es nicht mehr: Bereits vier Monate später fiel sie in Genf einem Attentat des Anarchisten Luigi Lucheni zum Opfer.
Am gesellschaftlichen Leben u. a. mit den anderen Kurgästen nahm Kaiserin Elisabeth bedingt teil. Oft trank sie ihr Heilwasser im Kurgarten auch lediglich in Anwesenheit ihrer Hofdamen oder ihrer Familie. Sie mied gesellschaftliche Ereignisse und größere protokollarische Ereignisse.

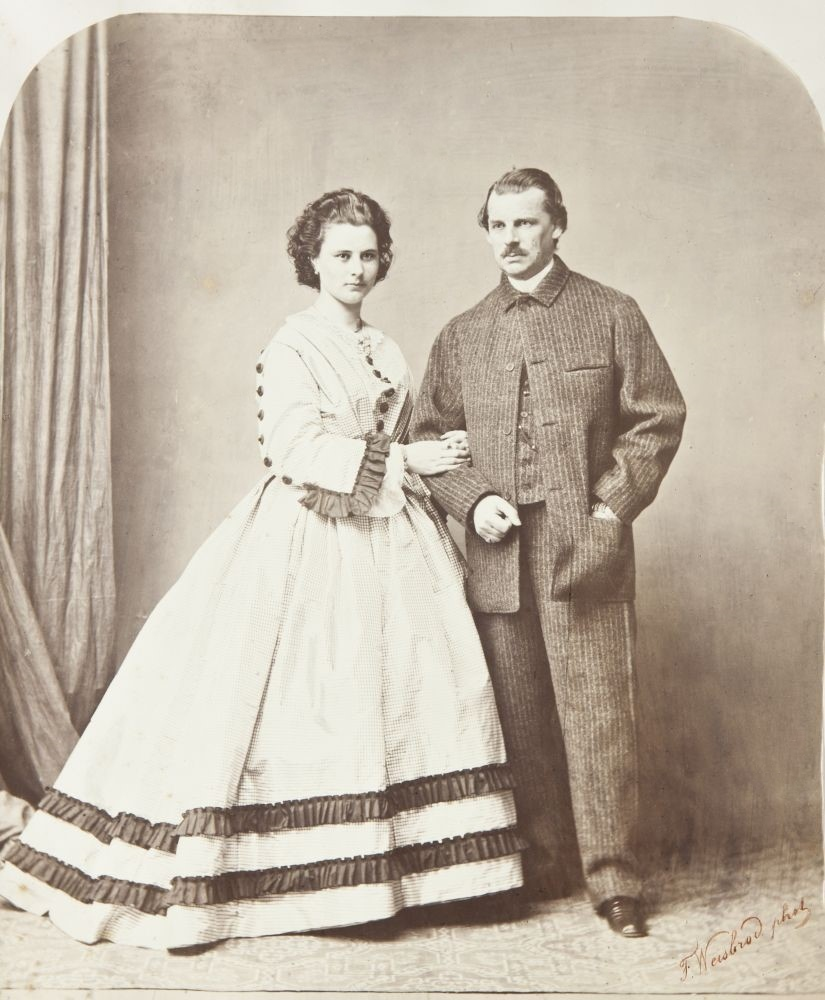
Prinzessin Ludovika und Herzog Max in Bayern, 1840er-Jahre

Kaiserin Elisabeth reiste unter dem Inkognito „Gräfin von Hohenems“ an (Kaiser Franz Joseph I., wenn er auch anreiste, dementsprechend als „Graf von Hohenems“). Heimatforscher Edi Hahn hatte noch gemutmaßt, dass es für eine Persönlichkeit nicht leicht sei, ihre Identität geheim zu halten. Dabei bedeutete „inkognito“ jedoch nicht, dass man unter unbekannter Identität reiste, sondern dass der gastgebende Ort, aber auch der Reisende selbst von allen protokollarischen Pflichten entbunden waren.
Der schlechte Gesundheitszustand der Kaiserin veranlasste den Lungenspezialisten Josef Skoda, ihr einen Aufenthalt in warmem Klima zu empfehlen. Kaiserin Elisabeth favorisierte Madeira, wo sich ihr Vater kurz zuvor aufgehalten hatte und wo sie auf Grund der Insellage keine Besuche aus Wien befürchten musste. Es war und ist bis heute unklar, an welcher Art von Krankheit sie litt. Sie kränkelte seit der Beginn ihrer Ehe mit Franz Joseph I., wozu ihre exzessiven Wanderungen, Turnübungen und Springreiten beitrugen. Ihr Husten ließ eine Lungenkrankheit vermuten. Ergänzt wurden ihre Beschwerden, hervorgerufen wegen ihrer Weigerung, ausreichend Nahrung zu sich zu nehmen, durch eine Blutarmut. Dazu kam die erste Ehekrise des Kaiserpaares, die wohl einen psychosomatischen Hintergrund hatte, denn sobald sich die Kaiserin von Wien und Kaiser entfernte, ließen die dementsprechenden Beschwerden nach.
Die Wiener Verwandtschaft und Hofkreise zweifelten an der Krankheitsgeschichte; die Sympathien gehörten dem Kaiser, der so lange von seiner Frau allein gelassen wurde. So kehrte Kaiserin Elisabeth erst nach sechs Monaten von Madeira nach Wien zurück. Jedoch hatte der Madeira-Aufenthalt nicht den gewünschten Erfolg. Schon wenige Tage nach der Rückkehr der Kaiserin litt sie wieder unter ihren alten Krankheitssymptomen wie Fieber und Hustenanfällen und verweigerte jede Nahrungsaufnahme. Man machte sich Sorgen, die Kaiserin hätte unter den Umständen nicht mehr lange zu leben.
Kaiserin Elisabeth reiste erneut in den Süden, diesmal auf Anregung und in Begleitung von Skoda nach Korfu. Auch hier stellte sich keine Besserung ein. Als sie nach Venedig reiste, stellte ihre Mutter Ludovika Wilhelmine von Bayern den Kontakt mit Heinrich Fischer, Elisabeths Arzt des Vertrauens, wieder her. Fischer war von Anfang an gegen die Aufenthalte der Kaiserin auf Madeira und Korfu gewesen, stellte aber dafür eine Besserung des Lungenleidens fest – falls es denn eins gewesen war –, ferner Anzeichen von Blutarmut auf Grund der schlechten Nahrungsaufnahme durch die Kaiserin sowie Wassersucht in den Beinen. Am meisten Besorgnis erregte jedoch ihre schlechte seelische Verfassung. Fischer riet von einer Rückkehr nach Wien ab und empfahl eine Kur in Kissingen. Nach einem Zwischenbesuch bei ihren Kindern im niederösterreichischen Kurort Reichenau an der Rax reiste sie weiter nach Kissingen.
Elisabeths Vater Max Joseph in Bayern war vorher bereits mehrfach – das erste Mal vermutlich im Juli 1837 – in Kissingen gewesen und kam in den folgenden Jahrzehnten mehrfach wieder zu Besuch.

## 1862

### Ankunft

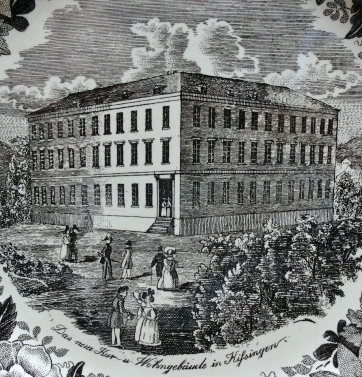
Das Hotel „Karl von Hess“ (1840)

Am Abend des 2. Juni 1862 kam Kaiserin Elisabeth mit einem Gefolge von 24 Personen in der Kissinger Kurhausstraße an und logierte im damaligen „Hotel Karl von Hess“ (heute „Kaiserhof Victoria“). Sie war bei ihrer Ankunft noch so schwach, dass sie ins Haus getragen werden musste.

### Aufenthalt
Am 4. Juni 1862 begann sie nach Rücksprache zwischen Fischer und dem Kissinger Brunnenarzt Heinrich Carl Welsch ihre Trinkkur mit dem Kissinger, nach dem ungarischen Freiheitskämpfer Franz II. Rákóczi benannten Rakoczy-Heilwasser. Wenige Tage später begann die Anwendung von Bädern. Kaiserin Elisabeth konzentrierte sich während ihres ersten Kuraufenthalts auf die Wiederherstellung ihrer Gesundheit und nahm an keinen gesellschaftlichen Ereignissen teil.
Schon bald konnte an Kaiser Franz Joseph in Wien eine Besserung des Gesundheitszustandes der Kaiserin berichtet werden.
Vorteilhaft wirkte sich eine leichte Bewegung im Gärtchen des „Hotels Karl von Hess“ aus. Daneben bekam Kaiserin Elisabeth einen passenden Ernährungsplan. Zum Frühstück gab es Kaffee mit Milchbrot. Zu Mittag gab es lediglich Speisen, „welche sich mit den Wirkungen der Kur vereinigen lassen“. An Obst gab es Erdbeeren mit Zucker. Zum Abendessen gab es ebenfalls einfache Speisen. An Getränken gab es „süßes Wasser rein oder mit etwas Zucker oder etwas Wein“. Diese durften jedoch nicht zu kalt getrunken werden.
Zur Kur von Kaiserin Elisabeth gehörten auch leichte Spaziergänge im Kurgarten, am „freundlichen Wiesengrund“ entlang der Fränkischen Saale zur Lindesmühle oder zum Klaushof.
Der bessere Gesundheitszustand der Kaiserin machte sich auch in ihrem Aussehen bemerkbar. Fischer und Welsch wurden bereits beim ersten Kuraufenthalt der Kaiserin 1862 für ihren Einsatz mit dem Ritterkreuz des Franz-Joseph-Ordens ausgezeichnet.

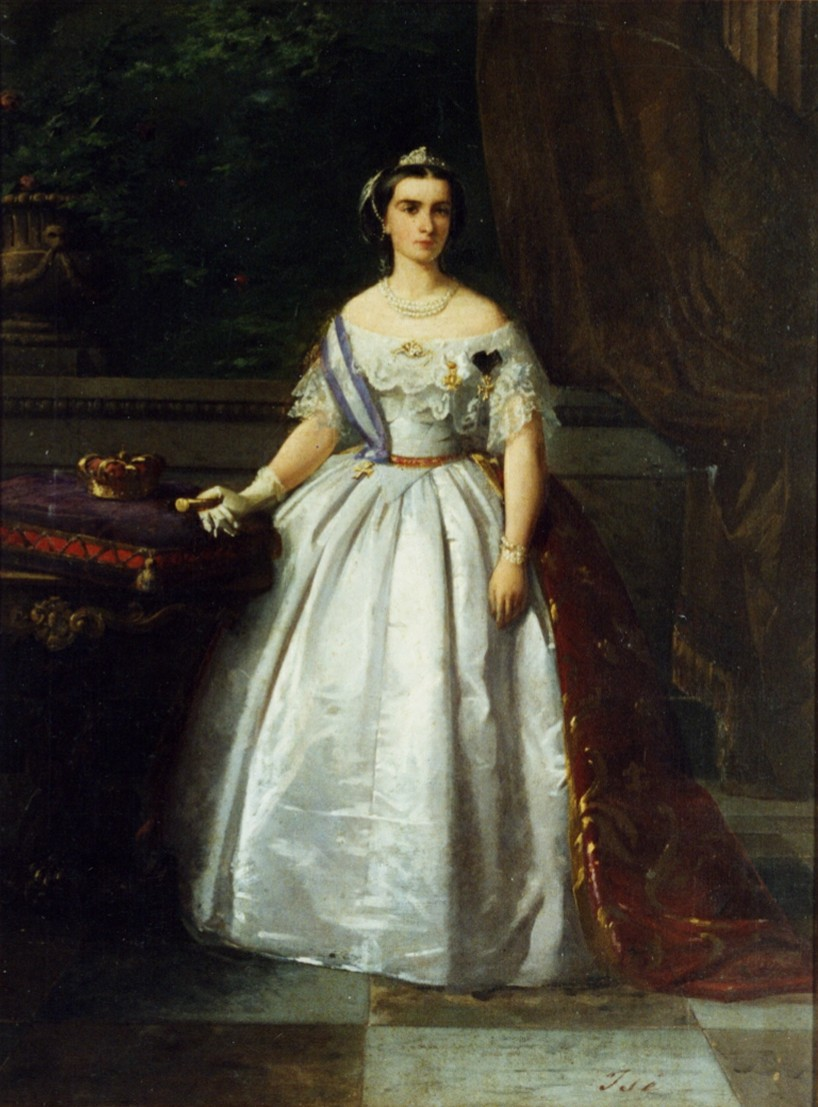
Marie in Bayern, Porträt um 1860

Zum Ende ihrer Kur wurde ein großes Genesungsfest mit Beleuchtung und einem großen Feuerwerk für Kaiserin Elisabeth gegeben, an dem sie auch selbst teilnahm. Die Genesung der Kaiserin inspirierte zu verschiedenen Gedichten, u. a. Ephraim Israel Blücher zu einem Gedicht in aramäischer Sprache, das K. Ebersberger im Jahr 1863 ins Deutsche übersetzte.
Am 28. Juni 1862 löste die Wiener Zeitung „Die Presse“ einen Presseskandal aus, indem sie behauptete, Kaiserin Elisabeth habe sich in Bad Kissingen unbehaglich gefühlt, während der Kuraufenthalt keine positive Wirkung auf ihre Gesundheit gehabt hätte. Kaiser Franz Joseph wollte gegen den Herausgeber der Zeitung klagen, da er negative Folgen für die Stimmung von Kaiserin Elisabeth befürchtete, doch setzten sich sein Vater und sein Bruder dafür ein, den Herausgeber der Zeitung zu begnadigen.

### Abreise
Am 10. Juli 1862 verließ Kaiserin Elisabeth Kissingen und begab sich zur Nachkur, die damals angesetzt wurde, um eine vollständige Genesung zu garantieren. Zunächst wurde spekuliert, Kaiserin Elisabeth würde zu diesem Zweck nahe Bocklet reisen, doch war ihr wahres Reiseziel das elterliche Schloss Possenhofen am Starnberger See. Dort traf sie ihre Schwester Marie in Bayern, die mit einem unehelichen Kind schwanger war.

## 1863

### Ankunft
Es war erneut Fischer, der der Kaiserin eine sechswöchige Kur in Kissingen empfahl, nachdem er sie im März 1863 untersucht hatte. Am Abend des 15. Juni 1863 reiste sie in Wien ab und erreichte am Nachmittag des nächsten Tages Kissingen. Erneut stieg sie im „Hotel Karl von Hess“ ab. Diesmal war sie in Begleitung von Kaiser Franz Joseph, der ihr eine Woche lang Gesellschaft leistete.
Kaiserin Elisabeth traf mit einem Gefolge von 33 Personen ein. Die Stadt Kissingen bereitete ihr einen Empfang mit Festschmuck, als sie mit ihrem Mann am 16. Juni 1863 um 16:00 Uhr eintraf. Um 20:00 Uhr zog ein Fackelzug von Kissinger Bürgern vor das „Hotel Karl von Hess“. Die Liedertafel brachte eine gelungene Serenade dar, während die Kurkapelle das ihre „zur Erhöhung der frohen Ankunft des hohen Kaiserpaares beitrug“. Es erklang auch die österreichische Nationalhymne.
Wilhelm Heinefetter, Kapellmeister der Kissinger Kurmusik, komponierte eine Fest-Ouvertüre, für die er von Kaiser Franz Joseph eine goldene Dose im Wert von 200 Gulden erhielt.

### Aufenthalt

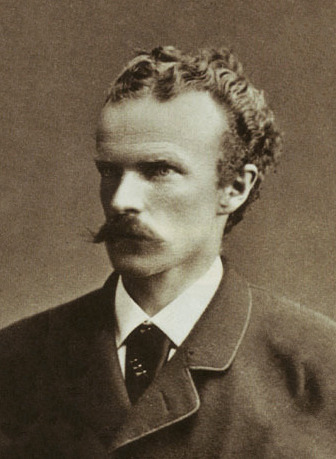
Carl Theodor Herzog in Bayern.

Herzogin Helene in Bayern, Erbprinzessin von Thurn und Taxis.

Als Kaiser Franz Joseph nach einer Woche wieder nach Wien zurückkehrte, kam Kaiserin Elisabeths Vater Max nach Kissingen sowie zwei Tage später ihr Bruder Karl Theodor, der bis zum Ende ihrer Kur blieb. Auch ihre Schwester Helene von Thurn und Taxis kam hinzu.
Am Tag nach ihrer Ankunft mischten sich Kaiserin Elisabeth und Kaiser Franz Joseph um 6:30 Uhr in den Kurgarten und unternahmen einen Spaziergang zur Saline und zurück. Die Kurgäste zeigten sich überrascht vom guten Aussehen der Kaiserin.
Kaiserin Elisabeth unterzog sich erneut unter der Überwachung von Fischer und Welsch einer strengen Kur, mischte sich aber im Unterschied zum Jahr zuvor öfter unter die Kurgäste. Kaiser Franz Joseph hingegen nahm ausschließlich gesellschaftliche Verpflichtungen wahr.
Kaiserin Elisabeth freundete sich auch laut verschiedener Berichte mit John Collett, einem gelähmten Engländer im Rollstuhl an, der laut Kurliste am 4. Juni 1863 zusammen mit Tochter und Diener aus London angereist war und im nahe gelegenen „Russischen Hof“ abgestiegen war. Auch nach dem Kissingen-Aufenthalt von 1863 blieben beide in brieflichem Kontakt.

### Pudel „Karo“
Kaiserin Elisabeth galt als tierlieb. Als begeisterte Reiterin mochte sie Pferde. Daneben hielt sie im Laufe der Zeit mehrere Hunde wie den irischen Wolfshund „Houseguard“, mit dem sie sich im Lauf der 1860er Jahre mehrfach fotografieren ließ und den sie im Jahr 1865 sogar nach Kissingen nachsenden ließ, „Bummerl“, den sie bereits als Kind liebte, später die Dogge „Shadow“ und „Plato“, wahrscheinlich ein Bernhardiner. Im Jahr fotografierte der Wiener Hoffotograf Ludwig Angerer mit einem schwarzen Pudel namens „Karo“, mit dem sie sich 1863 in Kissingen angefreundet hatte. Im Juli 1863 berichteten mehrere Zeitungen fast wortgleich diese Geschichte. Demnach saß Kaiserin Elisabeth eines Tages vor dem Kursaal und sah einen Berliner mit seinem schwarzen Pudel. Spekulationen zufolge soll dieser Pudel ein Nachkomme jenes Pudels gewesen sein, dem einst Faust begegnet war und der sich dann als Mephisto enttarnte. Als der Pudel namens „Karo“ Kaiserin Elisabeth umkreiste, versuchte sie, ihn zu streicheln. Dieser war jedoch dazu erzogen, „sich von keiner fremden Hand liebkosen zu lassen“. Als Entschuldigung dafür ließ der Berliner „Karo“ einige Kunststücke vorführen. Kaiserin Elisabeth habe begeistert gefragt, ob „Karo“ zu kaufen sei. Der Berliner habe verneint, aber gleichzeitig um Erlaubnis gebeten, ihn Kaiserin Elisabeth schenken zu dürfen. Zum Dank dafür habe Kaiserin Elisabeth dem Berliner einen prachtvollen Ring überbracht.

### Abreise

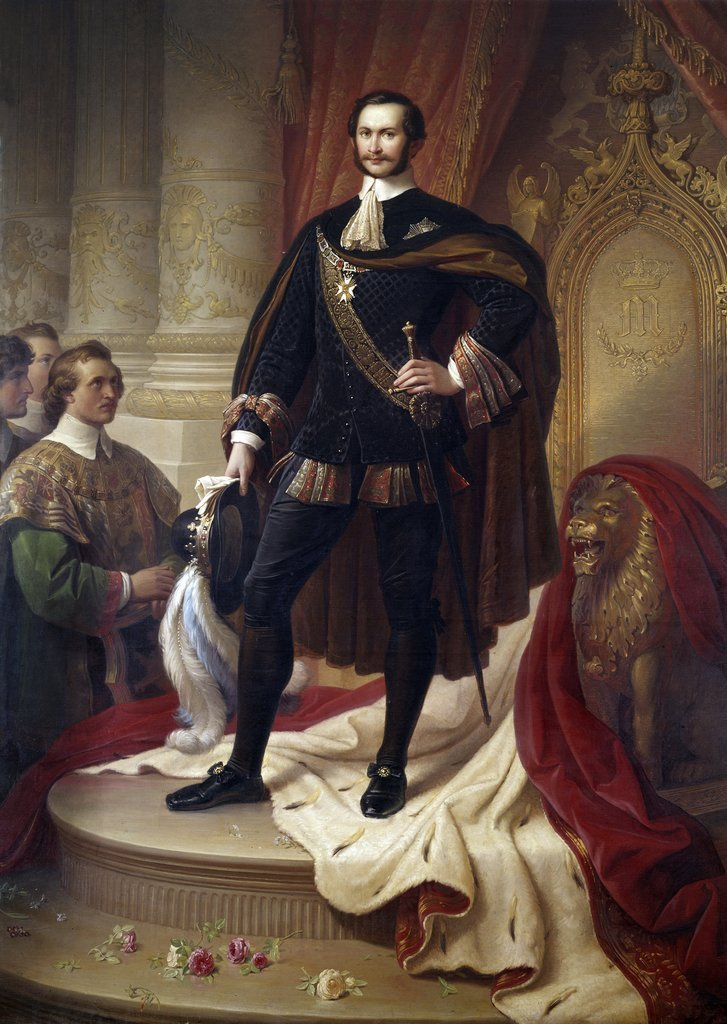
König Max von Bayern, Gemälde von Julius Zimmermann, ca. 1854.

Mitte Juli 1863 bekam Kaiserin Elisabeth Besuch von ihrem Cousin, König Max II. von Bayern. Obwohl König Max ausdrücklich keine Willkommensfeierlichkeiten wünschte, wurde u. a. eine Ehrenpforte errichtet und ein Feuerwerk gezündet. Zehn Tage verbrachten beide gleichzeitig in Bad Kissingen. Am 25. Juli verließen beide Kissingen, wobei die Kaiserin einen Extrazug nach Regensburg nahm, wo sie von ihrer Mutter Ludovika empfangen wurde.

## 1864 „Kaiserkur“

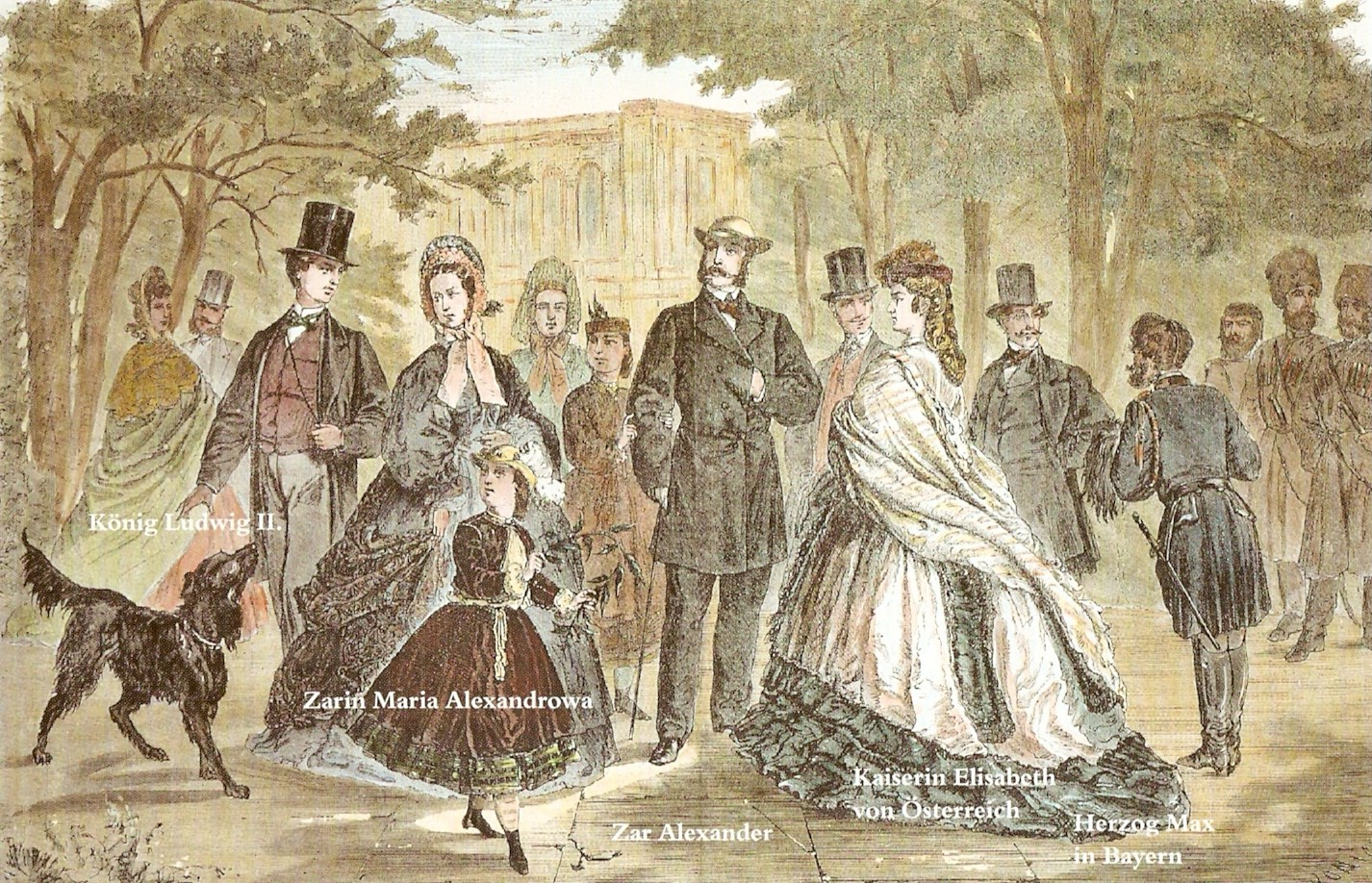
Erste „Kaiserkur“ in Bad Kissingen (1864) (Von links: König Ludwig II. von Bayern, Zarin Maria Alexandrowa von Russland, ihr Ehemann Zar Alexander II. von Russland, Kaiserin Elisabeth (Sisi) von Österreich-Ungarn und Herzog Max in Bayern)

In den Jahren 1864 und 1865 spielte Kaiserin Elisabeth in der Berichterstattung der Zeitungen nur eine Nebenrolle, denn in dieser Zeit trafen sich verschiedene Könige und Staatsmänner zum politischen Austausch in Kissingen. Neben dem österreichischen Kaiserpaar waren dies der russische Zar Alexander II. mit Gattin sowie, gegen Ende der Gespräche, der bayerische König Ludwig II., der Nachfolger seines überraschend verstorbenen Vaters Max II. geworden war. Das Jahr 1864 ging als „Kaiserkur“ in die Kissinger Geschichte ein.

### Ankunft
Am Nachmittag des 16. Juni 1864 reisten Kaiserin Elisabeth und Kaiser Franz Joseph in Kissingen „zum Gebrauch der Kur“ ein, wie die „Saale-Zeitung“ zwei Tage später berichtete, und kehrten erneut im „Hotel Karl von Hess“ ein. Doch nur Kaiserin Elisabeth gebrauchte die Kur; Kaiser Franz Joseph widmete sich politischen Gesprächen. Wegen des politischen Inhaltes der diesjährigen Kur reiste das Kaiserpaar mit einer Reisegruppe von 49 Mitgliedern an, die das „Hotel Karl von Hess“ dermaßen belegte, dass Heinrich Fischer im Haus von Wilhelm Schmiedigen in der Saalstraße unterkommen musste. Es gab Berichte, dass alle Zimmer in Kissingen dermaßen belegt waren, dass Generäle und Geheimräte sowie einzelne Reisende in Dachstuben und im Wagen übernachten mussten.

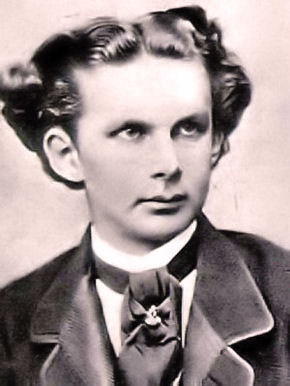
Ludwig II., 1864
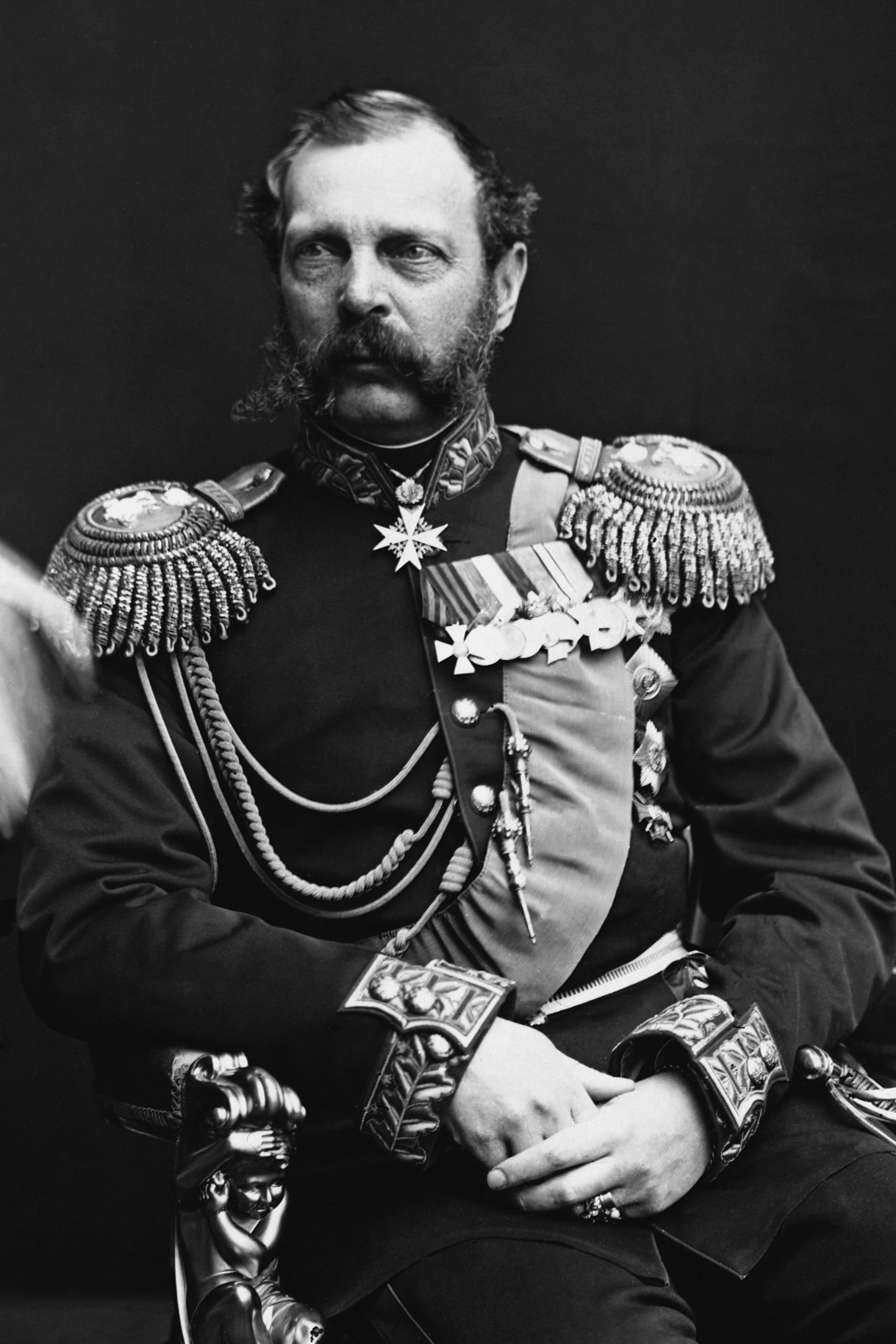
Alexander II. von Russland
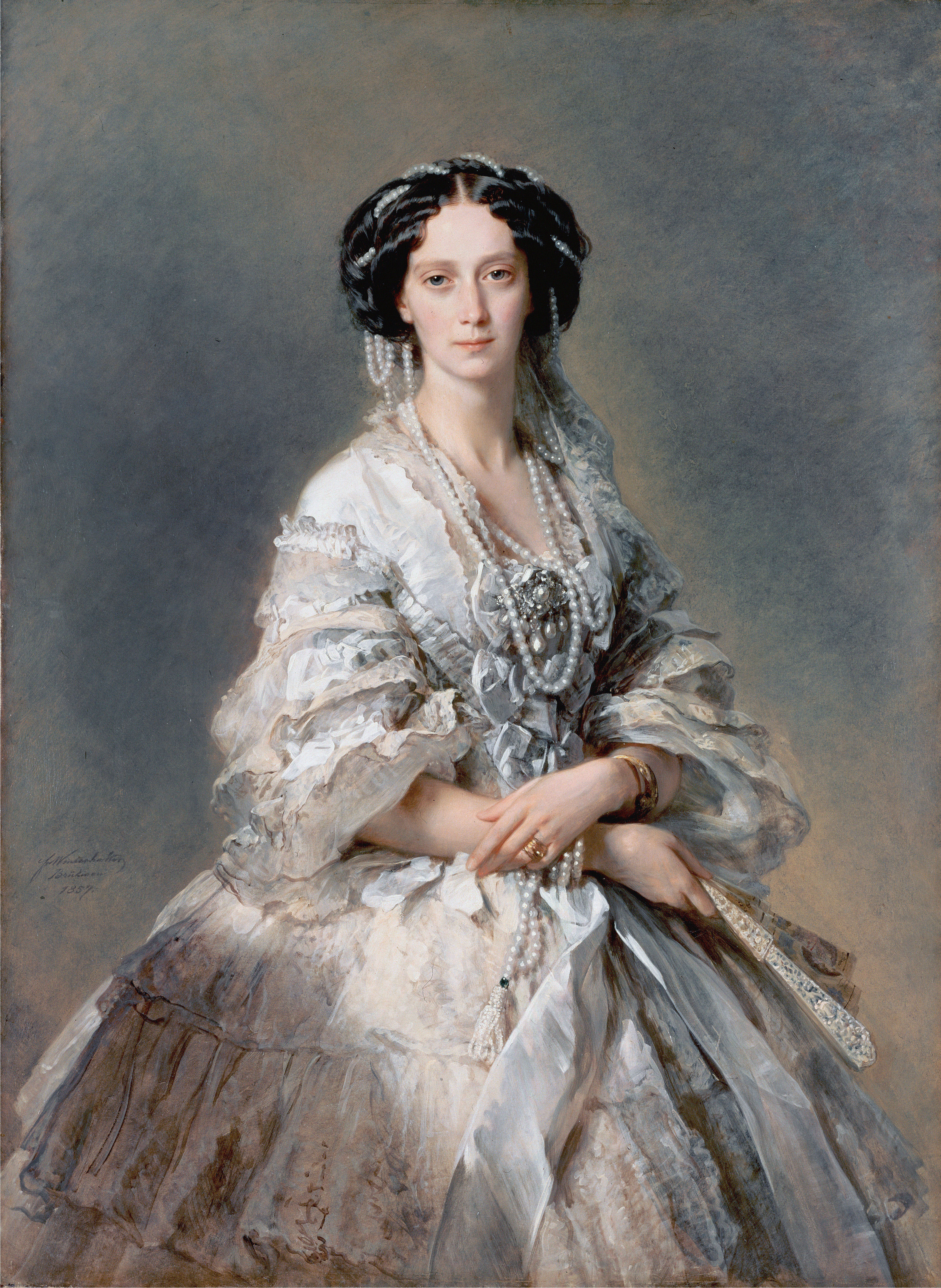
Franz Xaver Winterhalter: Marie von Hessen-Darmstadt als Zarin, 1857
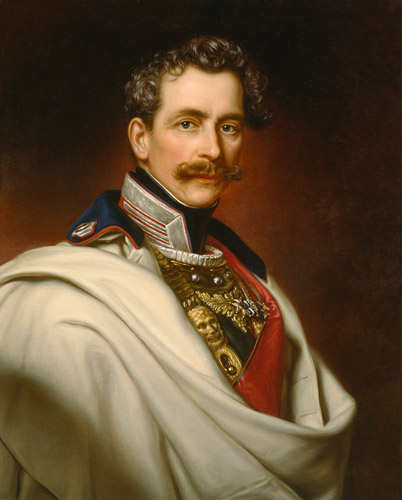
Prinz Karl von Bayern, Ölporträt von Joseph Bernhardt (1855)
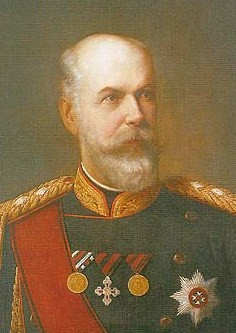
Karl von Württemberg
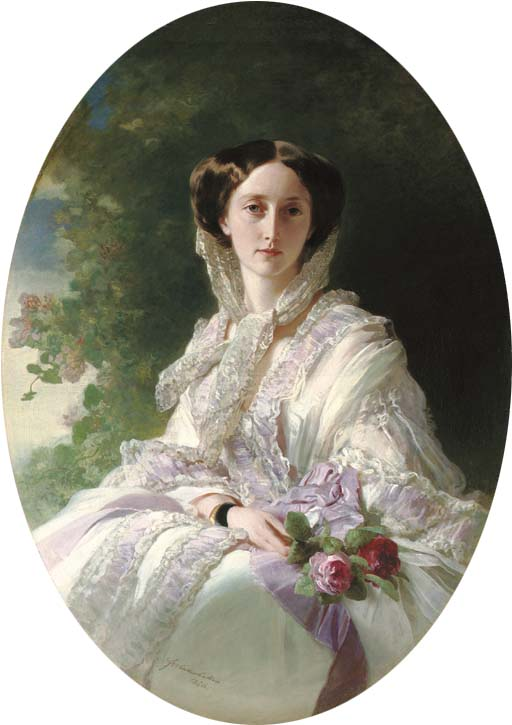
Olga von Württemberg, Gemälde von Franz Xaver Winterhalter, Öl auf Leinwand um 1856

### Aufenthalt
Kaiserin Elisabeth soll sich auf ihrer Reise eine Verkühlung zugezogen haben, doch soll diese ganz unbedeutend gewesen sein. Obwohl ihr erster Auftritt am Brunnen sehnsüchtig erwartet wurde, machte sie sich rar, was aber nicht in der möglicherweise vorgeschobenen Verkühlung lag, sondern an der diesjährigen Anwesenheit weiterer bedeutender Persönlichkeiten. Bald wurde ihre Genesung gemeldet, während die Zeitungen ebenfalls vom öffentlichen Auftreten von Kaiser Franz Joseph berichteten.
Zwei Tage nach König Ludwig II. kam Prinz Karl von Bayern inkognito als Graf von Dachau, Kaiserin Elisabeths Vater Herzog Max in Bayern bereits kurz zuvor mit der Kaiserin und – unter dem Inkognito „Graf und Gräfin Hohenbenberg“ – Kronprinz Karl Württemberg und seine Frau Olga.
Kaiser Franz Joseph versuchte in Kissingen eine Annäherung an den russischen Zaren, doch gelang dies auf Grund des angespannten Verhältnisses durch den Krimkrieg nicht. Kaiser Franz Joseph reiste daraufhin weiter nach Karlsbad, um mit dem preußischen König über den Krieg gegen Dänemark zu sprechen. Zu seinem Abschied von Kissingen wurde noch ein Feuerwerk abgebrannt.
König Ludwig II. wurde ein gebührender Empfang bereitet, als er am 18. Juni um 20:15 Uhr unter strömendem Regen in Kissingen eintraf und im Haus von Welsch neben dem kaiserlichen Kurhaus, Ecke Kurhausstraße/Ludwigstraße Wohnung nahm.
Am Tag nach seiner Ankunft empfing Ludwig II. Kaiser Franz Josef und etwas später den russischen Zaren. Morgens sah man den österreichischen und den russischen Kaiser am Brunnen promenieren, etwas später in Begleitung von Kaiserin Elisabeth. Am Nachmittag gab König Ludwig II. ein Diner, an dem die beiden Kaiser, der Großherzog von Oldenburg, Großfürst Konstantin, der Kronprinz und die Kronprinzessin von Württemberg, der Erbprinz von Altenburg, Prinz Leopold von Coburg und die Minister teilnahmen. Laut Gästeliste nahm Kaiserin Elisabeth nicht teil.
Am 24. Juni 1864, kurz nach der Abreise von Kaiser Franz Joseph, gab Kaiserin Elisabeth selbst ein Diner im kleinen Kreis. Zu Gast waren König Ludwig II. von Bayern, Prinz Carl von Bayern, und der Großherzog von Sachsen-Weimar.
Kaiserin Elisabeth hatte noch weitere Gelegenheiten, Zeit mit ihrem Cousin Ludwig II. zu verbringen, was ihren Bruder Karl Theodor eifersüchtig machte. Laut Karl Theodors Biografen Richard Sexau durfte dieser gar nicht daran denken, „daß Sisi in Kissingen dieses Jahr nicht ihn, sondern Ludwig, den König, zum Gefährten hat, und in ihren Briefen, beglückt über ihre Gleichgesinntheit, von vielen schönen gemeinsamen Stunden erzählt“ Damals begann die enge Verbindung zwischen Kaiserin Elisabeth und Ludwig II., und sie erregten überall, wo sie erschienen, Aufmerksamkeit, doch zu einer Liebesgeschichte zwischen den beiden ist es nie gekommen.
Wie Zarin Maria Alexandrowna bereits vor ihrer Reise nach Kissingen ihrem Bruder Alexander von Hessen-Darmstadt schrieb, legte sie – vielleicht wegen des Krimkrieges von 1856 – nicht viel Wert darauf, das österreichische Kaiserpaar zu treffen. Dennoch stattete Kaiserin Elisabeth der Zarin am 17. Juni einen Besuch ab. Die Zeitungen vermeldeten, dass „das Begegnen der Majestäten überall ein zuvorkommendes und herzliches“ war. Auch in Begleitung König Ludwigs II. sind sie sich alle begegnet. Auch auf dem Holzschnitt „Kaiserkur“ (siehe oben) stehen sich die Zarin und die Kaiserin gegenüber, wobei sich die Zarin jedoch König Ludwig II. zuwendet.
Die Kuren in Kissingen taten Kaiserin Elisabeth gut. Dies machte sich auch in ihrem Aussehen bemerkbar, das Maler Franz Xaver Winterhalter, zu dieser Zeit der beliebteste Maler der höheren Wiener Gesellschaft, in mehreren Porträts festhielt. Auch in Paris schwärmte er von der Schönheit der Kaiserin, so dass Eugénie de Montijo, die Ehefrau von Napoleon III., über die französische Botschaft in Wien anfragen ließ, ob ein persönliches Treffen mit der Kaiserin bei einer Kur im Folgejahr möglich wäre, doch wurde diese Bitte abgelehnt.
Einen Tag nach der Abreise von Kaiser Franz Joseph traf Großherzog Carl Alexander von Sachsen-Weimar in Kissingen ein. Kronprinz Karl von Württemberg verließ Kissingen als König Karl I. von Württemberg, nachdem ihn in Kissingen die Nachricht erreichte, dass sein Vater Wilhelm I. von Württemberg am 25. Juni 1864 gestorben war. In diesen Tagen reisten auch zahlreiche weitere gekrönte Häupter aus Kissingen ab, „so dass es“, wie die Zeitungen Anfang Juli schrieben, „um vieles stiller geworden ist in den Straßen des Kurortes“.
Kaiserin Elisabeth blieb noch ein paar Tage, insgesamt aber nur drei Wochen. Da die Kur dieses Jahr lediglich als Nachkur der vorjährigen Kur betrachtet wurde, sahen sowohl Fischer als auch Welsch diese Dauer als ausreichend an, zumal angesichts der aktuellen nasskalten Witterung.

### Fotos von Kissingen
Es war vermutlich während ihres Aufenthaltes im Jahr 1864, als Kaiserin Elisabeth in den Besitz einer mit blauem Samt überzogenen Schatulle mit 35 Stereoskopiefotos kam – es ist nicht bekannt, ob es sich um ein Geschenk oder einen Kauf handelte. Diese damalige technische Neuheit wurde in der „Österreichischen Buchhändler-Correspondenz“ wie folgt inseriert: „Photographien von Kissingen, Stereoskop, 3 Gulden per Dutzend“. Erzherzogin Margarethe, eine Enkelin von Kaiserin Tochter Elisabeths Herzogin Marie Valerie von Österreich und damit Urenkelin von Kaiserin Elisabeth, schenkte im Jahr 2002 die Schatulle mit den Fotos der Stadt Bad Kissingen, nachdem sie vier Jahre zuvor den Kissinger Sommer besucht hatte.

### Abreise
Kaiserin Elisabeth verließ Kissingen am 6. Juli 1864 um 10:30 Uhr gemeinsam mit ihrer Schwester Helene von Thurn und Taxis, Graf und Gräfin Königsegg, Gräfin Hunyady und Regierungsrat Bayer. Ihre übrige Begleitung war bereits um 9:00 Uhr nach Schweinfurt vorausgereist. Kaiserin Elisabeth wurde am nächsten Tag in Wien erwartet, wo sie die nächsten paar Tage in Schönbrunn verbrachte. Zu Kaiserin Elisabeths Verabschiedung aus Kissingen erschienen Regierungspräsident zu Rhein, Badkommissar Joseph von Parseval und der Kissinger Bürgermeister Gerhard Linhard. Bei Kaiserin Elisabeths Abfahrt brach die versammelte Menschenmenge in Lebehochrufe aus.

## 1865

### Ankunft
Von Ischl aus, wo sie ihre Kinder Rudolf und Gisela ließ, reiste Kaiserin Elisabeth zunächst mit dem Dampfboot über Gmunden, dann über Wels und von Wels aus mit der Eisenbahn und der Kutsche nach Kissingen. Sie traf mit einem Gefolge von 29 Personen, u. a. Graf Königsegg mit Gemahlin und Gräfin Hunyady, am 2. Juli 1865 um 7:30 Uhr zur sechswöchigen Kur ein. Erneut bewohnte sie das „Hotel Karl von Hess“. Ebenfalls im „Hotel Karl von Hess“ traf Fischer am 8. Juli ein. Der Kuraufenthalt von Kaiserin Elisabeth war weit weniger Thema in den Zeitungen als in den Jahren zuvor, die diesmal hauptsächlich Reisedaten vermeldeten, doch unter den Kissingern und den Kurgästen sorgte die Kaiserin immer noch für regen Gesprächsstoff. Bei ihrer Ankunft weilten knapp über 3.000 Kurgäste in Kissingen, bei ihrer Abreise waren es 6.700.

### Willkommenspforte von Michael Arnold
Zum Empfang von Kaiserin Elisabeth fertigte der hiesige Bildhauer Michael Arnold eine Ehrenpforte, die ihren Standort in der Kurhausstraße beim „Hotel Karl von Hess“ und dem Krugmagazin fand. Die lokale „Saale-Zeitung“ berichtete am 1. Juli 1865 von der Pforte, ohne jedoch Michael Arnold zu erwähnen, doch hat Arnold in das Album seiner Werke zwei Fotos des kgl. württembergischen Hofphotographen Neubauer von der Pforte eingeklebt, was für Arnolds Urheberschaft spricht. Ein Entwurf für eine Ehrenpforte von Michael Arnold befindet sich im Stadtarchiv Bad Kissingen in dem Vorgang B 9 „Besuch des Bades durch Allerhöchste Herrschaften und andere Persönlichkeiten“.
Die Ehrenpforte hatte eine Höhe von etwa 15 Metern, und war, wie in der „Saale-Zeitung“ stand, „in romanischem Style (aus der Zeit Rudolph's von Habsburg) mit dunklen Tannenzweiggewinden, goldenen Rundbögen und Ornamenten geziert“. An der Außenseite prangte über dem Hauptbogen der Doppeladler. Dieser war flankiert von den Anfangsbuchstaben der österreichischen Familie, nämlich dem Kaiser (Josef), der Kaiserin (Elisabeth), dem Kronprinzen (Rudolph) und der Prinzessin (Gisela). Obendrüber befand sich ein glänzender goldener Lorbeer- und Eichenkranz, umschlungen von einem Band mit der Aufschrift „Willkommen“.
Die Stadtseite der Ehrenpforte war ähnlich gestaltet, doch statt des großen Wappens schwebte ein Genius mit goldenen Flügeln, der Bayerns Liebe zu Kaiserin Elisabeth repräsentierte und aus einem goldenen Blumenkorb Rosen streute.
Laut eines Nachrufes des protestantischen Pfarrers Johannes Wiesinger wurde Michael Arnold für die Errichtung der Ehrenpforte von Kaiserin Elisabeth „zur Tafel gezogen“, also zum Essen eingeladen. Möglicherweise hat Arnold dabei auch einen für eine solche Gelegenheit üblichen Orden erhalten, jedoch hat die „Saale-Zeitung“ über keine Ordensverleihung berichtet.

### Aufenthalt
1865 kamen auch weitere prominente Persönlichkeiten nach Kissingen wie der Großherzog von Mecklenburg-Strelitz, sowie auch Prinz Friedrich von Sachsen-Altenburg, Prinz Leopold von Coburg, der Fürst Charles III. von Monaco und seine Mutter Maria Caroline Gibert de Lametz sowie kurz Graf Alajos Károlyi, österreichischer Botschafter am preußischen Hof.
Trotzdem gab es keine Gesellschaft, die Kaiserin Elisabeth zusagte, denn sie ging, wie sie am 8. Juli 1865 sie ihrer Tochter Gisela schrieb, lieber im Wald spazieren, weil ihr am Kurgarten die Leute zu sehr nachliefen. Auch König Ludig II. konnte sie diesmal nicht treffen, weil die Ärzte ihm verboten hätten, nach Kissingen zu kommen. Auch sonst hätte sie keine passende Gesellschaft gefunden, stattdessen lieber gelesen und Orgel gespielt.
Ihre zahlreichen Spaziergänge unternahm Kaiserin Elisabeth alleine, weil die Hofdamen ihr Tempo nicht mithalten konnten und sich daher entschuldigen ließen, und hatte daher viel Zeit zum Grübeln. Auf ihre Bitte hin wurde ihr irischer Wolfshund Houseguard nach Kissingen geschickt; sowohl bei der Kaiserin als auch beim Hund war die Wiedersehensfreude groß, wie sie an Gisela schrieb.
Kaiserin Elisabeth nahm sehr erfolgreich erwärmte Solebäder im Salinenbad (1965 abgebrochen) in der Unteren Saline, wofür der dortige Salinspektor Carl Joseph Pfriem zusammen mit dem Salineninspektor J. N. Martin mit dem Franz Josephs-Orden ausgezeichnet wurde. Nach Wien wurde gemeldet, dass der diesjährige Kuraufenthalt der Kaiserin in Kissingen bis dahin den gewünschten Erfolg hatte. Gleichzeitig strahlte sie bei den Besuchen der Gradierwerke der Saline viel Lebensfreude aus.
Man hatte gehofft, Kaiser Franz Joseph würde zumindest kommen, um Kaiserin Elisabeth abzuholen, doch wie bei König Ludwig II. erfüllte sich diese Hoffnung nicht.

### Abreise
Kaiserin Elisabeth blieb sechs Wochen lang vom 2. Juli bis 12. August 1865. Danach reiste sie mit dem Separatzug von Schweinfurt (der Kissinger Bahnhof entstand erst 1871) über Passau nach Wels, von wo aus Kaiser Franz Josef mit ihr nach Ischl weiterreiste.

## 1897

### Ankunft
Nachdem Kaiserin Elisabeth im Jahr 1866 wegen des Deutschen Krieges – auch in Kissingen fanden Kampfhandlungen statt, waren Verwundete zu versorgen und Gefallene zu bestatten – nicht nach Kissingen gekommen war, kehrte sie erst 32 Jahre später wieder in den Kurort zurück. In der Zwischenzeit bereiste sie andere Kurorte, bevorzugt rund um das Mittelmeer, auf den Britischen Inseln, in der Schweiz, oder sie reiste nach Meran oder an den Karersee. Doch auch dort ließ sie sich oft das Kissinger Heilwasser nachschicken.
In den 32 Jahren bis zu Kaiserin Elisabeths Wiederkehr nach Bad Kissingen hatte sich Einiges getan. So hatte Österreich beispielsweise den Deutschen Krieg verloren, Kaiser Franz Joseph und Kaiserin Elisabeth waren König und Königin von Ungarn geworden, Reichskanzler Otto von Bismarck hatte 1871 das deutsche Reich gegründet, Bad Kissingen hatte 1874 einen eigenen Bahnhof erhalten sowie von König Ludwig II den Bad-Titel verliehen bekommen, Ludwig II. selbst war unter bis heute ungeklärten Umständen im Starnberger See umgekommen.
Kaiserin Elisabeth reiste soweit möglich in einem extra für sie gebauten Zug an, der aus einem Salonwagen, einem Schlafwagen, elektrischer Beleuchtung, einer Dampfheizung und einer Toilette für Kaiserin Elisabeth bestand. Das Personal reiste in einfacheren, eigenen Waggons. Am 11. Mai 1897 traf Kaiserin Elisabeth um 9:00 Uhr früh in Würzburg ein, wo mehrere Stunden lang weder sie noch ihr Gefolge die Waggons verließen, und setzte dann die Fahrt nach Bad Kissingen fort. Trotz streng eingehaltenem Inkognito wurde sie in Bad Kissingen von Badekommissär Freiherr von Bechtolsheim und etlichen Kurgästen begrüßt. Zudem wurde ihr ein Exemplar der Kurliste, Nr. 15, in der sie als Gräfin Hohenems eingetragen war, auf Atlas-Seide gedruckt und ihr als Geschenk überreicht.

### Aufenthalt
Kaiserin Elisabeth war in den vergangenen 30 Jahren noch menschenscheuer geworden. Am Brunnen erschien sie nun hinter dem Fächer oder unter ihrem Sonnenschirm versteckt. Auch wenn die Presse schrieb, dass Kaiserin Elisabeth viel zur Beliebtheit des Kurortes beitrug, waren sowohl Kurgäste als auch Einheimische aufgefordert, ihre Privatsphäre zu wahren.
Der Gesundheitszustand von Kaiserin Elisabeth war trotz verschiedener Kuraufenthalte nicht der allerbeste. Trotz eines Gewichts von unter 50 Kilo bei einer Größe von 1,72 m hatte sie eine krankhafte Angst vor Übergewicht. Kaiser Franz Joseph sorgte sich, „dass Du dich wieder aushungerst“. Bei einer Ernährung fast ausschließlich aus Milch und Eiern reduzierte sie ihr Gewicht auf zeitweise 41 bis 45 Kilogramm, so dass sich Mangelerscheinungen und Hungerödeme bei ihr einstellten. Der kaiserliche Leibarzt Joseph Kerzl schimpfte auf „diese verdammte Waage“, die Kaiserin Elisabeth nun auf ihre Reisen mitnahm; denjenigen, der ihr zu der Waage geraten hatte, solle „dieser und jener“ holen. Nach damaligen Umständen lag ihr Body-Mass-Index bei 15; normal wären 23 bis 28, mit einem Wert von 23 am sehr schlanken Ende der Skala. Trotz zahlloser Schönheitsrezepturen und kultähnlicher Kämmprozeduren von zwei bis drei Stunden pro Tag war Kaiserin Elisabeths legendäre Schönheit längst Vergangenheit und ihr Haar langsam dünn und ergraut.
Die Bevölkerung hatte immer noch Kaiserin Elisabeths Schönheit frühere Tage vor Augen, nicht zuletzt, weil sie sich Mühe gab, ihr Gesicht hinter einem Fächer oder Schleier zu verbergen. Seit den 1860er Jahren ließ sie keine Fotografien mehr zu. Auf den wenigen Paparazzi-Fotos ist sie nur schemenhaft zu erkennen; es ist nur die Gestalt, aber nicht das Gesicht zu sehen. In Wahrheit war Kaiserin Elisabeth eine alternde Frau von über 50 Jahren mit schlechten Zähnen, einer vom Wetter gegerbten Haut und mit Falten. Fürst Alfons von Clary und Aldringen erinnerte sich noch Jahrzehnte später, wie er 1896/1897 als kleiner Junge Kaiserin Elisabeth in Territet gesehen hat und seine Großmutter verkündete: „Kinder vergeßt nie diesen Tag, an dem ihr die schönste Frau der Welt gesehen habt“. Auf seine Antwort „Aber Großmama, ihr Gesicht ist ja voller Runzeln!“ soll er von der Großmutter eine saftige Ohrfeige erhalten haben.
Zum natürlichen Alterungsprozess gesellten sich noch einige Schicksalsschläge wie der Tod ihres Cousins Ludwig II., der Tod ihres Vaters Herzog Max Joseph in Bayern, der Selbstmord ihres Sohnes, Kronprinz Rudolf von Österreich-Ungarn, im Jahr 1889 auf Schloss Mayerling, der Tod ihrer Mutter Herzogin Ludovika Wilhelmine von Bayern (1882), ihres Bruders Max Emanuel in Bayern (1893), der plötzliche Tod von Kaiserin Elisabeths Obersthofmeisterin Goes im Jahr 1897 sowie ebenfalls der Tod ihrer Schwester Sophie Herzogin von Alençon.
Kaiserin Elisabeth wurde von Todesfantasien un Selbstmordgedanken heimgesucht, trug nur noch schwarze Kleidung und entwickelte spirituelle Neigungen. Gerüchten zufolge sei bei ihr der Wahnsinn ausgebrochen, es war die Rede von „beginnendem Irrsinn“ oder „hochgradigem Nervenleiden“. Diese Gerüchte wurden in der österreichischen Presse sofort dementiert; demnach habe Kaiserin Elisabeth lediglich neuralgische Schmerzen.
Fakt ist jedoch, dass sich Tochter Marie Valerie entsetzt von Kaiserin Elisabets krankem Äußeren zeigte und auch die Ärzte sich besorgt zeigten. Es wurde ein erneuter Kuraufenthalt der Kaiserin beschlossen, der auf ihren Wunsch hin wieder in Bad Kissingen stattfinden sollte. Die Nachkur sollte in Bad Schwalbach stattfinden.

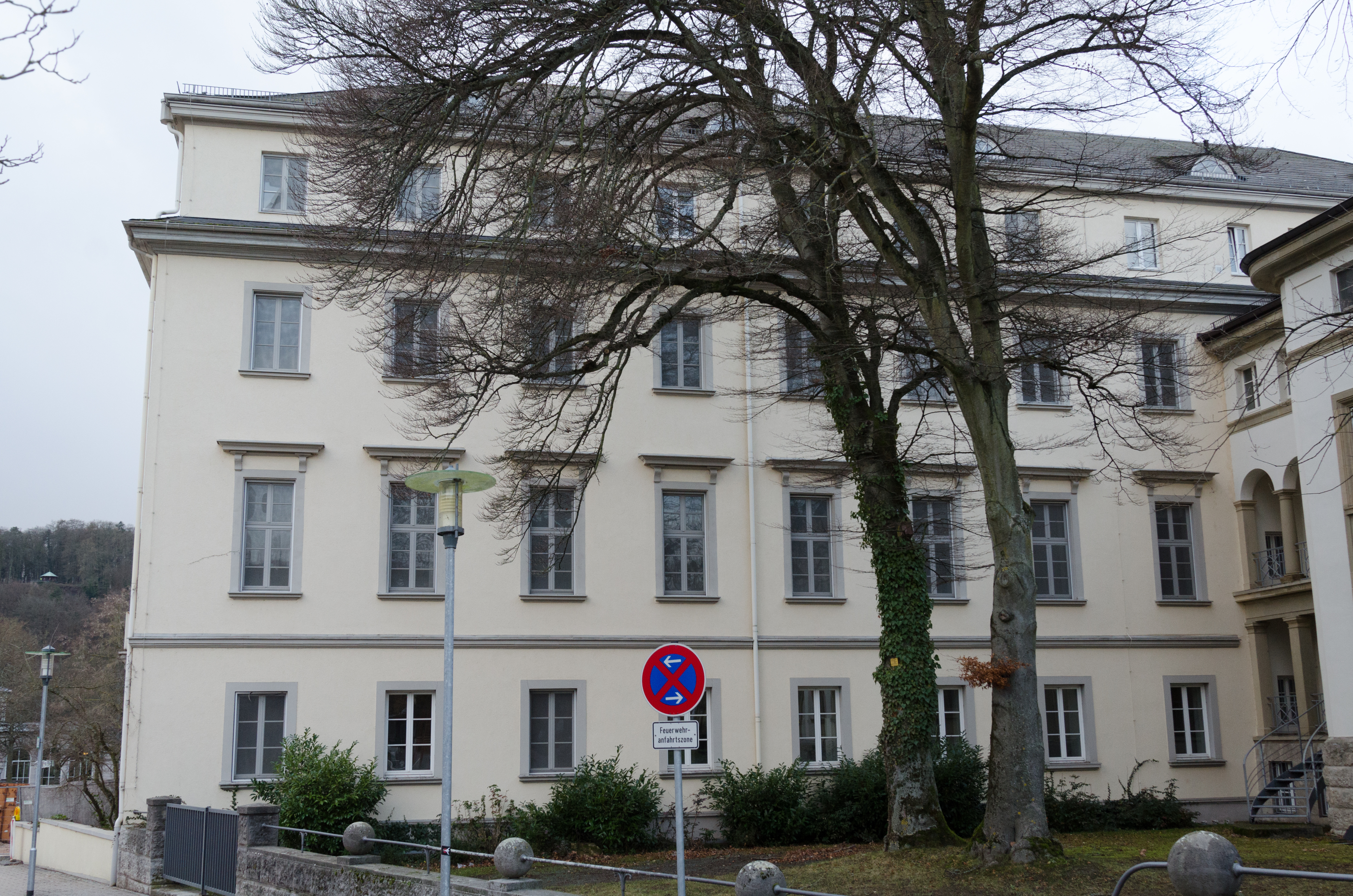
Königliches Logierhaus

Joseph Kerzl besuchte Kaiserin Elisabeth Anfang 1897 in Biarritz und diagnostizierte eine Anämie und hochgradige Nervosität. Da Brunnenarzt Welsch im Jahr 1882 gestorben war, informierte Kerzl Medizinalrat Alfred Sotier. Zunächst fremdelte Kaiserin Elisabeth etwas mit Sotier, gewöhnte sich aber bald an ihn, weil sie, wie ihre Hofdame Irma Gräfin Sztáray schrieb, eine gute Wirkung zu verspüren meinte.
Nachdem nach dem Tod von Karl von Hess im Jahr 1872 das „Hotel Karl von Hess“ nicht mehr in seiner alten Form zur Verfügung stand, logierte Kaiserin Elisabeth diesmal im Königlichen Logierhaus, wo sie mit ihrem Gefolge fünfzehn einfache Zimmer mit Ausblick auf den Kurgarten bezog. Die stellenweise geäußerte Vermutung, sie sei bereits 1864 oder 1865 im Logierhaus abgestiegen, hat sich als haltlos erwiesen.
Noch am selben Tag begann Kaiserin Elisabeth mit ihrer Kur im „Königlichen Kurhausbad“, dem Vorgängerbau des heutigen Kurhausbads. Kaiserin Elisabeth wurde auch gründlich untersucht; im Analytischen Laboratorium der Ludwigs-Apotheke in der nahegelegenen Ludwigstraße wurde durch Ernst Ihl auch ihr Urin untersucht, aber ohne auffälligen Befund.
Kaiserin Elisabeth hielt sich streng an die Kurvorschriften, machte jeden Tag ausführliche Spaziergänge und nahm abwechselnd Moor- und Solebäder. So stieg bald ihr Appetit, wie die „Saale-Zeitung“ bereits am 17. Mai 1897 schreiben konnte. Und am 21. Mai konnte nach Wien gemeldet werden, dass die Heilquellen eine gute Wirkung auf Kaiserin Elisabeth hatten und sie einen Ausflug zum Klaushof und zum Ludwigsturm unternommen hatte. Gleichzeitig berichtete das (Neuigkeits-)Welt-Blatt von mehreren Spaziergängerin bei dem schönen Wetter von Kaiserin Elisabeth, bei denen sie im Café Belvedere mit mehreren Steinbrucharbeitern ins Gespräch kam. Neben ihren Ausflügen auf Promenaden oder zum Klaushof besuchte Kaiserin Elisabeth am Sonntag auch einen Gottesdienst in der Herz-Jesu-Stadtpfarrkirche. Am Brunnen wurde sie durch Sotier Prinz Albrecht von Preußen vorgestellt. Die beiden waren jedoch nicht die einzigen adeligen Gäste der Saison in Bad Kissingen, wie man an der umfangreichen Beflaggung des Ortes erkennen konnte, so zum Beispiel die von Österreich, die von Preußen und die von Braunschweig. Zu Besuch in Bad Kissingen waren auch Königin Marie von Hannover und ihre Tochter Mary, Großherzog Peter von Oldenburg und Prinzessin Therese von Sachsen-Altenburg.
Am 20. Mai 1897 gab Kaiserin Elisabeth ein Kinderfest. Der Festzug des Kinderfestes stoppte vor dem Logierhaus; man brachte ihr Ovationen dar und spielte die Königshymne. Kaiserin Elisabeth befand sich zu diesem Zeitpunkt auf einem Spaziergang und wurde später über den Festzug informiert.
Kaiserin Elisabeth interessierte sich für Veränderungen in Bad Kissingen und unternahm entsprechende Erkundungstouren zu den Cafés Sinnberg oder Bellevue. Der Besitzer des Café Sinnberg zeigte ihr das vom Sinnberg aus sichtbare Schlachtfeld der Schlacht bei Kissingen. Kaiserin Elisabeth informierte sich über den Schlachtverlauf und besuchte die in der Nähe des Sinnbergs gelegenen Kriegsgräber.
Das am Altenberg, dem Lieblingsberg der Kaiserin, gelegene Café Bellevue besuchte Kaiserin Elisabeth gleich mehrfach. Unterhalb des Altenbergs hatten die preußischen Truppen mittels einer Behelfsbrücke die Fränkische Saale überquert. Auch am Altenberg besuchte Kaiserin Elisabeth die dort befindlichen Offiziersgräber.
Am 2. Juni 1897 unternahm Kaiserin Elisabeth mit ihrer Hofdame Gräfin Sztáray mit dem Wagen einen Ausflug zum Brunnentempel in Bad Bocklet und kam mittags dort an. Beide besichtigen Speisesaal und Fürstenbau und aßen um 14:00 zu Mittag. Kaiserin Elisabeth nahm wohlwollend zu Kenntnis, dass die Kurgäste sich taktvoll zurückhielten. Um 15:00 machte sich Kaiserin Elisabeth mit ihrer Hofdame zu Fuß wieder auf den Heimweg. Am nächsten Tag staunte die „Saale-Zeitung“, dass Kaiserin Elisabeth so gut zu Fuß war.
Kaiserin Elisabeth trug sich auch in das 1894 neu angelegte Goldene Buch der Stadt Bad Kissingen ein. Im Folgejahr 1898 folgte auch ein Eintrag von Kaiser Franz Joseph.
Eigentlich war nur ein kurzer Aufenthalt von Kaiserin Elisabeth in Bad Kissingen geplant gewesen. Doch fühlte sie sich in Bad Kissingen so wohl, dass ihr Aufenthalt auf ihren Wunsch hin auf insgesamt fünf Wochen verlängert wurde. Nach Aussage ihrer Kammerdienerin in einem Brief an Kaiserin Elisabeths Vertraute Ida Ferenczy aß die Kaiserin ganz kurgemäß und nahm sogar leicht zu. Doch Kaiserin Elisabeth störte sich an jeder noch so kleinen Gewichtszunahme. Viktor Eisenmenger, der Kaiserin Elisabeth in den 1890er Jahren in Territet kennengelernt hatte, schrieb noch Jahre später: „Ich fand bei der sonst gesunden Frau starke Hautanschwellungen, besonders an den Knöcheln. Ein Zustand, den die Ärzte damals sehr selten zu sehen bekamen und der erst im Krieg zu einer traurigen Berühmtheit kam: Hungerödem!“

### Abreise
Am 9. Juni reiste Kaiserin Elisabeth mit dem fahrplanmäßigen Zug um 6:45 Uhr nach Bad Schwalbach zur Nachkur. Zuvor war Kaiserin Elisabeth um 5:30 Uhr am Brunnen erschienen, wo sie sich bei Hofrat Streit und Kurhaus-Direktor Schraepler für den angenehmen Aufenthalt bedankte. Sie promenierte noch eine Stunde durch den Kurgarten und ging direkt danach alleine über die Kurhausstraße zum Bahnhof, wo sie sich von Badkommissar Hermann von Mauchenheim genannt Bechtolsheim, von Sotier, von Bürgermeister Theobald von Fuchs und vom Badverwalter verabschiedete. Der Badkommissar, der Bürgermeister und Sotier bekamen Orden. Das katholische Pfarramt bekam von Kaiserin Elisabeth 1.000 Mark für kirchliche Zwecke.
Kaiserin Elisabeth reiste zunächst zur Nachkur nach Bad Schwalbach und danach nach Ischl und Südtirol. Sie ließ sich diverse Medikamente an verschiedene Orte bis hin nach Budapest nachsenden, für die Sotier Rezepte für den Apotheker Ernst Ihl (1842–1899) und seine (heute noch bestehende) Ludwigs-Apotheke an der Ecke Ludwigstraße/Prinzregentenstraße ausstellte. Kaiserin Elisabeths Kammerfrau Marianne von Meissl berichtete Sotier in ausführlichen Briefen von Kaiserin Elisabeths Gesundheitszustand.

## 1898

### Ankunft
Am 18. April 1898 traf Kaiserin Elisabeth erneut in Bad Kissingen an – wie Hofdame Irma Gräfin Sztáray in ihren Memoiren schrieb, neun Tage vor der festgesetzten Zeit –, wurde willkommengeheißen und fühlte sich sofort wieder wohl, wie sie zwei Tage später an ihre Tochter Marie Valerie schrieb. Dieses Mal bezog sie die Villa Monbijou am Fuße des Altenbergs. Sie bewohnte die zweite Etage, ihr Gefolge das Erdgeschoss.
Bei Kaiserin Elisabeths Ankunft im Jahr 1898 waren noch kaum Gäste in der Stadt. So lag es wohl an der Begleitung durch Franz Joseph, dass die Presse Notiz von ihr nahm – im Gegensatz zu den Kissingern, die sich durch ihren Besuch wie sonst auch geehrt fühlten. Letzten Endes förderten prominente Gäste durch ihre Anwesenheit Bau- und Modernisierungsprojekte, als Kaiserin Elisabeth beispielsweise mehr Ruhebänke auf dem Weg zur Burgruine Botenlauben wünschte, die auch sofort gebaut wurden.
Der Altenberg war zur Ankunft von Kaiserin Elisabeth österreichisch und bayerisch beflaggt. Zahlreiche Menschen waren am Bahnhof Bad Kissingen versammelt, als der Sonderzug am 18. April 1898 um 6:35 Uhr eintraf, dem die Kaiserin in „eleganter Trauerkleidung mit fußfreiem Rock“ entstieg. Sie begrüßte Badkommissar Hermann von Mauchenheim genannt Bechtolsheim, Bürgermeister Theobald von Fuchs, ihren behandelnden Arzt Sotier und den Bahnverwalter Uhl. In der Villa Monbijou, wo sie residierte, wurde sie von Hotelbesitzer Heinrich Schmitt und Hotelbesitzerin Steinach erwartet. Im zweiten Waggon folgten Generalmajor Adam von Berzeviczy sowie das Gefolge in vier Equipagen, zu dem Reiseintendant Eugen Kromar, Kaiserin Elisabeths griechischer Vorleser Frederic Barker, die Kammerfrauen Marianne von Meissl und Marie Henike de Temsburg und sieben Personen Dienerschaft gehörten.

### Aufenthalt
Bereits am ersten Tag unternahm Kaiserin Elisabeth mit Sotier kurz nach ihrer Ankunft einen Spaziergang zum „Kaiserhof Victoria“, dem ehemaligen Hotel „Karl von Hess“, und besuchte das dortige medico-mechanische Zander-Institut von Otto Sonder, ein neu gegründetes Institut mit Übungsgeräten für Muskelaufbau und Physiotherapie. Im Verlauf ihres Aufenthaltes im Jahr 1898 besuchte sie das Institut täglich. Im Vorfeld hatte Kammerfrau Marianne von Meissl im Auftrag von Kaiserin Elisabeth angefragt, ob es ein solches Institut in Bad Kissingen gab. Im Jahr 1897 war dies anscheinend noch nicht der Fall gewesen. Nun konnte Kaiserin Elisabeth es besuchen, wie ihr Arzt in Territet es auch geraten hatte.
Am Tag nach ihrer Ankunft erschien Kaiserin Elisabeth um 7:30 Uhr am Brunnen und trank bis 8:30 Uhr drei Gläser Rakoczy-Wasser. Bereits zuvor hatte sie im Aktienbad-Etablissement ein Bad genommen. Das Bad war österreichisch beflaggt; Kaiserin Elisabeth wurde von Kommerzienrat Hailmann und Inspektor Streit empfangen.
Kaiser Franz Joseph entsprach dem Wunsch von Kaiserin Elisabeth, sie in Bad Kissingen zu besuchen, und weilte vom 25. April bis zum 4. Mai in der Kurstadt. Er bewohnte Zimmer in der Villa Monbijou, während sein Gefolge, zu dem auch sein Leibarzt Dr. Kerzl zählte, das benachbarte „Hotel und Villa Diana“ bezog. Vorher war er unter anderem am 19. April die Silberhochzeit seiner Tochter Gisela und Prinz Leopold von Bayern in München besucht – die Art von Feierlichkeiten, der Kaiserin Elisabeth gerne fernblieb. Sie gratulierte beiden lediglich schriftlich aus Bad Kissingen und beneidete in ihrer Glückwunschnachricht den verstorbenen Sohn Rudolf um seine Ruhe.
Kaiserin Elisabeth erwartete Kaiser Franz am Bahnhof, als er mit großem Gefolge per Sonderzug in Bad Kissingen eintraf. Die Hofdame Gräfin Stáray hatte ihn bereits vorher wegen des leidenden Aussehens von Kaiserin Elisabeth vorbereitet, „damit sein Befremden darüber die Kaiserin nicht unangenehm berühre“. Wie Kaiser Franz Joseph später beim Diner sagte, war diese Vorbereitung sehr zweckmäßig.
Kaiser Franz Joseph gebrauchte in Bad Kissingen keine Kur, wie er bereits im Vorfeld brieflich klarstellte, begleitete seine Frau aber bei ihren Spaziergängen im Luitpoldpark, zur Saline und in der Umgebung sowie zu ihren verschiedenen Anwendungen.
Am gleichen Tag wie Kaiser Franz Joseph war auch Prinz Albrecht von Preußen angereist, der wie im Jahr zuvor das „Hotel und Villa Diana“ bewohnte. Bei verschiedenen Gelegenheiten konnte man die adeligen Besucher beim Spaziergang im Kurgarten antreffen.
Kaiser Franz Joseph tätigte auch in Bad Kissingen politische Geschäfte, weswegen während seiner Anwesenheit die Telegraphenstation in der Stadtpost-Expedition bis Mitternacht für Depeschen geöffnet war. Ferner wurden der Graf Zichy, der die österreichischen Interessen am bayerischen Hof vertrat, sowie Feldmarschall-Lieutenant Rudolph Fürst von Liechtenstein und viele andere zum Rapport nach Bad Kissingen befohlen.
Dennoch fand Kaiser Franz Joseph Zeit für Spaziergänge mit Kaiserin Elisabeth an ihre Lieblingsorte wie den Altenberg, wo sie die dortigen Kriegsgräber von 1866 besichtigten sowie das dortige Café Bellevue oder die dortige Metzner'sche Gärtnerei besuchten, die täglich frische Milch für Kaiserin Elisabeth lieferte. Ein weiteres Spazierziel war der Ballinghain, bevor Kaiser Franz Joseph Kaiserin Elisabeth zum Medico-mechanischen Institut begleitete. Im Normalfall fand das Diner um 19:00 Uhr im Speisesalon der Villa Diana statt. Einmal wurde es an den Klaushof verlegt, wo die adeligen Gäste gegenüber dem Pächter Christoph Ludwig die herrliche Lage des Anwesens sowie das „trefflich bereitete Mahl“ lobten.
Am 4. Mai 1898 fand um 13:00 Uhr die Abreise von Kaiser Franz Joseph mit einem Sonderzug nach Wien statt. Er bedankte sich herzlich bei Heinrich Schmitt, dem Besitzer der Villa Monbijou, und Hotelbesitzer Steinbach vom „Hotel und Villa Diana“ für Wohnung und Bewirtung. Die Saale-Zeitung wusste aus bester Quelle zu berichten, er sei von dem zehntägigen Aufenthalt geradezu entzückt gewesen und habe öfters seine Bewunderung für die herrliche Lage und reine Luft Bad Kissingens zum Ausdruck gebracht. Kaiser Franz Joseph verteilte reiche Geldgeschenke an das Personal, Oberkellner Diebel vom „Hotel und Villa Diana“ erhielt ein Paar goldene Manschettenknöpfe mit Rubinen und Küchenmeister Peschl eine kostbare Busennadel mit Brillanten und Saphiren. Küchenmeister Peschl musste auf Wunsch von Kaiser Franz Joseph gar den Hofzug bis Regensburg begleiten. Auch Kurkapellmeister Emil Alt bekam eine goldene Busennadel mit dem Namenszug von Kaiser Franz Joseph in Brillanten. Zusätzlich äußerte Kaiser Franz Joseph sich sehr positiv über die Leistungen der Kurkapelle.
Es hatte sich viel Publikum zum Abschied versammelt; die Häuser waren österreichisch, bayerisch und deutsch beflaggt. Kaiser Franz Joseph und der erste Obersthofmeister Rudolph Fürst von Liechtenstein fuhren mit dem ersten Wagen zum Königssalon an die Rampe des Königssalons des Bahnhofs vor, im nächsten Wagen folgte Generaladjudant Graf Paar mit dem Flügeladjutant Major von Wessely. Im Königssalon hatte Kaiser Franz Josef noch eine Unterhaltung mit Bahnverwalter Uhl. Kaiser Franz Joseph hatte sich jede offizielle Verabschiedung verbeten, erwiderte aber die Verabschiedung des Publikums.
Kaiser Franz Joseph fuhr mit einem Hofsonderzug, der aus drei Salonwagen und einem Küchen- und Gepäckwagen bestand. Bezirksmaschinen-Ingenieur Kuffer leitete auf der Lokomotive den Zug bis Bamberg, von wo aus Oberbahnamtsdirektor Strobel bis Passau mitfuhr.
Aus Wien schrieb Kaiser Franz Joseph an „édes szeretett lelkem“ („meine süße, geliebte Seele“) und dankte ihr „recht innig“ für ihre „Fürsorge während unserem leider so kurzen Beisammensein“ sowie für die „guten Sachen, mit welchen Du uns für die Reise versehen hast“. Gleichzeitig musste er gestehen, dass diese gleich hinter Nürnberg verzehrt waren. „Die Erdbeeren waren magnifique und beide Weine sehr gut, ich trank aber nur Bocksbeutel“. Kaiser Franz Joseph fuhr fort: „Ich denke viel an Dich und an Kissingen und hoffe, daß das Wasser, welches Dir so schmeckt, Dir fortgesetzt gut thut, daß Dein Appetit glänzend geblieben ist, daß Du bei günstigem Wetter schöne und nicht zu anstrengende Promenaden machst und daß der baldige Besuch Valéries dich erheitern wird“.
Am 8. Mai 1898 kam Erzherzogin Marie Valérie nach Bad Kissingen zu Besuch zu Kaiserin Elisabeth und blieb bis zum 16. Mai, nachdem sie und ihr Mann Franz Salvator am 19. April gemeinsam mit Kaiser Franz Joseph die Silberhochzeit ihrer Schwester Gisela mit Prinz Leopold von Bayern gefeiert hatte. Franz Salvator musste jedoch bereits einen Tag später wieder nach Wallsee reisen.
Marie Valérie zeigte sich erschrocken über den allgemeinen Zustand ihrer Mutter: „Mama sieht furchtbar schlecht aus. Doch sagen alle, es gehe ihr hier besser. Nach Allem, was ich hier höre, war Mamas Winter noch schlechter als wir wussten. All der Jammer dieses armen, trostlosen Lebens, nun gesteigert durch Alter und Kränklichkeit“, schrieb sie am Tag ihrer Ankunft in Bad Kissingen in ihr Tagebuch. Doch dann verbrachten beide eine gemeinsame Woche in der Villa Monbijou, mit Einkaufstouren oder – auch bei schlechtem Wetter – auf Spaziergängen oder Ausflügen zur Saline oder zum Klaushof.
Am 10. Mai leistete Marie Valérie ihrer Mutter bis 11:00 Uhr beim Frühstück und beim zeremoniellen Kämmen Gesellschaft. Danach bekamen beide Besuch von Prinz Albrecht. Um 12:00 Uhr fand das „Dejeuner“ statt; danach begleitete Marie Valérie ihre Mutter zum Medico-technischen Institut. Um 15:00 fanden sich beide zum Diner ein. Von 16:30 bis 18:30 unternahmen die beiden Spaziergänge. Danach fand das Diner mit den Suiten statt. Nach dem Diner plauderten Mutter und Tochter noch kurz miteinander.
Das schlechte Wetter, das in diesen Tagen herrschte, hielt Kaiserin Elisabeth nicht von ihren Spaziergängen ab, die aber nicht mehr so schnell und elastisch ausfielen wie in früheren Zeiten. Nachmittags waren Kaiserin Elisabeth und Erzherzogin Marie Valérie auf dem Altenberg in melancholische Themen verwickelt, die sie auch bei ihren Einkaufsbummeln nicht verließen.
Am 15. Mai, kurz vor Erzherzogin Marie Valéries Abfahrt, schrieb Kaiser Franz Joseph aus Gödöllő: „Recht lebhaft denke ich daran, wie schmerzlich Dir heute der Abschied von Valérie sein wird und ich bedauere unendlich, daß Du jetzt wieder ganz allein sein und in eine recht trübe Stimmung verfallen wirst.“
Am 15. Mai unternahmen Kaiserin Elisabeth und Erzherzogin Marie Valérie einen Spaziergang zum Klaushof und verabschiedeten sich nach Kaiserin Elisabeths Abendtoilette. Beide waren sich in Bad Kissingen wieder nähergekommen, nachdem das Verhältnis seit Erzherzogin Marie Valéries Hochzeit im Jahre 1890 abgekühlt war, weil Kaiserin Elisabeth sich von ihrer Tochter vernachlässigt gefühlt hatte.
Kaiserin Elisabeth unternahm während ihres Aufenthaltes – auch mit ihrer Tochter Marie Valérie – auch Einkaufstouren in den Bad Kissinger Geschäften und Bazaren und kaufte unter anderem Geschenke für ihre Kinder und Enkelkinder ein. Bei einem ihrer beiden letzten Aufenthalte kaufte sie vermutlich auch ein Exemplar der Rhöner Holzpferde aus dem Vertrieb von Friedrich Meinel, das sich heute in der Kaiservilla in Bad Ischl befindet.
Zu den letzten Erwerbungen von Kaiserin Elisabeth in Bad Kissingen gehörte auch eine großformatige Gravüre in der Kunsthandlung von Hans Ende im städtischen Bazar an der Stelle des heutigen Rosengartens. Die Gravüre stammte aus dem Kunstatelier von Franz Hanfstaengl in München und zeigte das damals populäre und oft kopierte Bildnis einer weinenden Muttergottes des Münchner Kunstmalers Hermann Kaulbach. Es trug den Untertitel „Deine Seele aber wird ein Schwert durchdringen“ (Lk 2,35 ). Da sich Kaiserin Elisabeth nach dem Selbstmord ihres Sohnes Rudolf selbst als „Mater Dolorosa“ fühlte, war sie sehr ergriffen von dem Bild. In ihrem Bericht vom 14. September 1898 deutete die „Saale-Zeitung“ diesen Erwerb als böses Omen und warf die Frage auf, ob Kaiserin Elisabeth von schlechten Vorahnungen erfüllt war, weil sie nämlich einen Tag vor ihrer Abreise, als ihr Marienbildnis bereits verpackt war, erneut die Kunsthandlung von Hans Ende aufsuchte und fragte, ob es ein zweites Exemplar des Bildnisses gäbe, das sie betrachten könnte.

### Abreise
Nach einem letzten Bad im Aktienbad und einem letzten Rackoczy-Wasser reiste Kaiserin Elisabeth am Mittag des 21. Mai nach knappen fünf Wochen in Bad Kissingen mit Equipagen zur Nachkur nach Bad Brückenau. Sie wurde von ihrem behandelnden Arzt Medizinalrat Sotier, dem Badkommissär Hermann von Mauchenheim genannt Bechtolsheim und dem Bürgermeister und Landtags-Abgeordneten Theobald von Fuchs verabschiedet.
Sotier bekam für seine Dienste eine überaus kostbare Vorstecknadel mit ihrem von 16 großen Brillanten umgebenen Namenszug in Diamanten und darüber befindlicher Krone überreicht und Ignaz Streit, der Inspektor des Aktienbades, eine mit Brillanten und einem Smaragd besetzte Nadel.
Wie die „Saale-Zeitung“ erfuhr, hatte Kaiser Franz Joseph „bei seiner Abreise Med.-Rath Sotier in huldvollsten Worten ausgesprochen, wie vortrefflich er, dank dessen Dispositionen, die Kaiserin angetroffen habe“. Kaiserin Elisabeth selbst äußerte, dass sie ihren Kurort nicht mehr wechseln wollte. Auch von ihren Gastgebern Hausherr Heinrich Schmitt und vom Hotelbesitzer Carl Steinbach verabschiedete sich huldvoll.
Dann fuhr Kaiserin Elisabeth durch die Bismarckstraße, die von vielen Schaulustigen flaniert war, über den Klaushof, wo Kaiserin Elisabeth ein Maiblumen-Bouquet entgegennahm und an den Wirt Christian Ludwig Zapf die Worte richtete: „So Gott will, sehen wir uns im nächsten Jahr wieder.“

## Rezeption

### Sisi-Denkmal am Altenberg

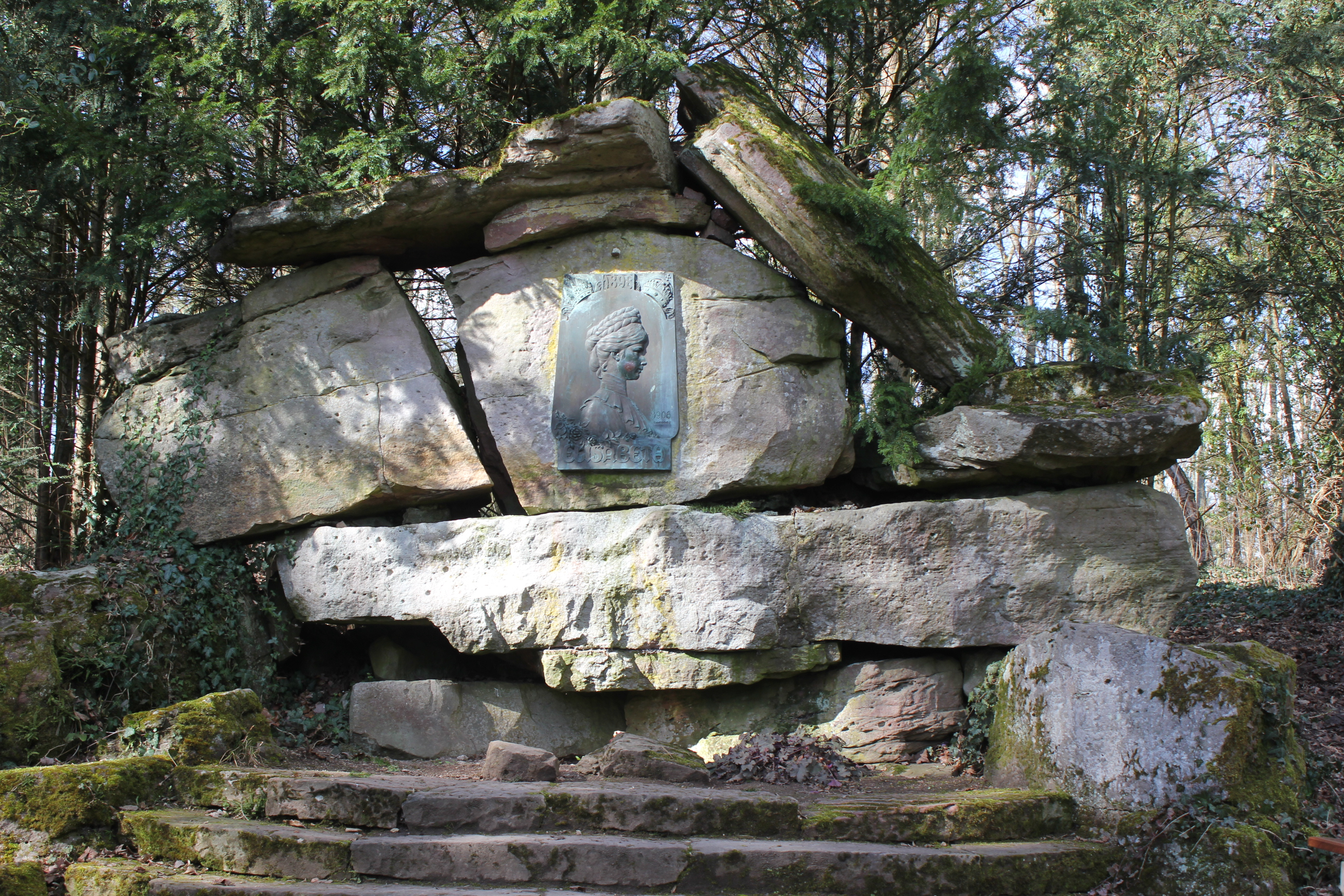
Das „Sisi“-Denkmal auf dem Altenberg

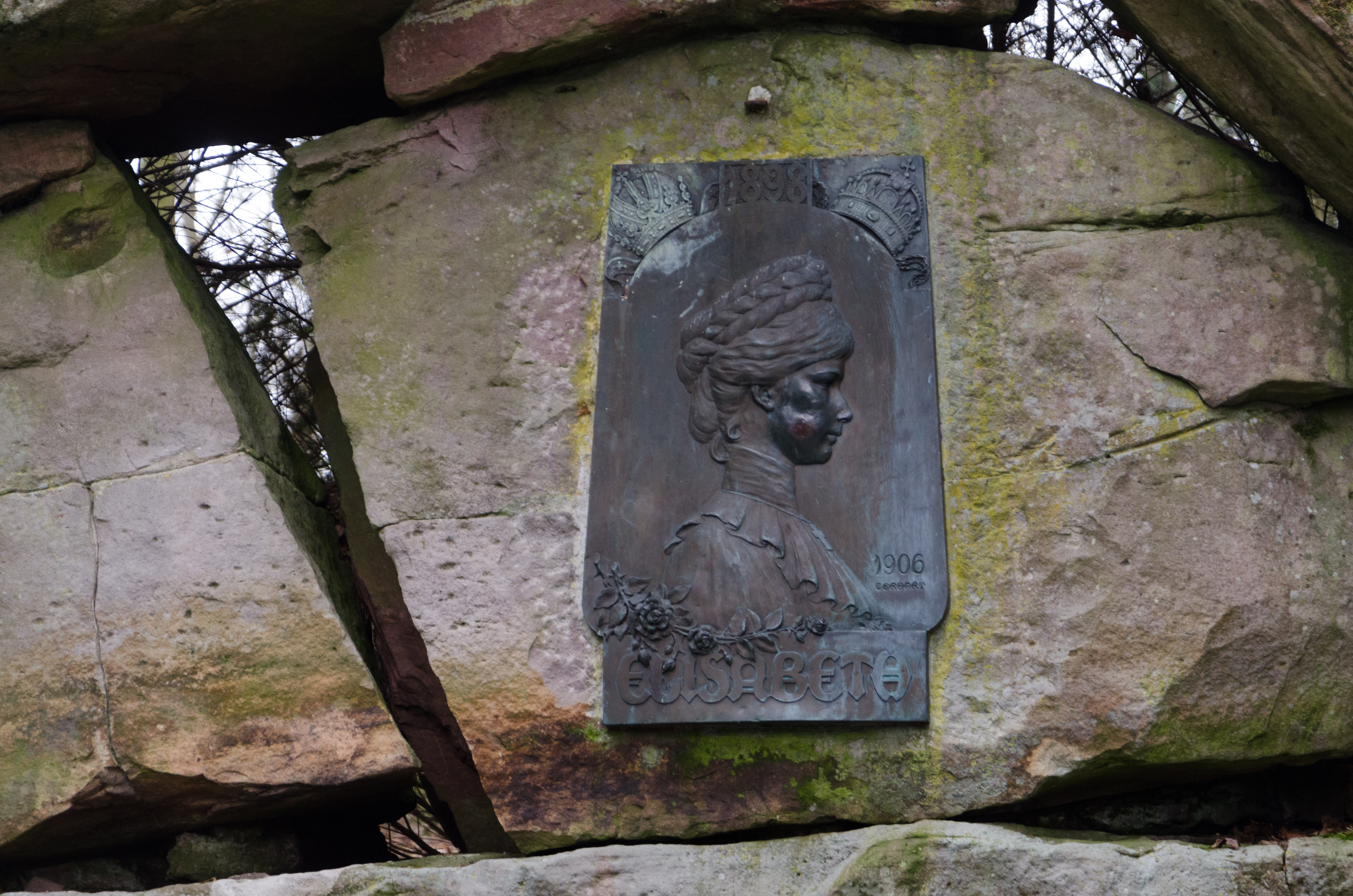
Gedenktafel mit dem Porträt von Elisabeth von Österreich-Ungarn

Im Jahr 1907 errichtete das 1904 gegründete „Komitee für die Errichtung eines Denkmals zum Gedächtnis weiland Ihrer Majestät Kaiserin Elisabeth von Österreich“ zu Ehren von Kaiserin Elisabeth das Sisi-Denkmal auf dem Altenberg. Die in Geislingen an der Steige ansässige Württembergische Metallwarenfabrik goss die auf dem Denkmal befestigte Tafel mit einem Porträt der Kaiserin nach einem Modell des aus dem böhmischen Reichenberg stammenden Emanuel Gerhart. Saalwart J. Th. Schmitt stellte ein Grundstück für das Denkmal unentgeltlich zur Verfügung.

### Rakoczy-Fest
Auf dem seit 1950 jährlich stattfindenden Rakoczy-Fest gehört Kaiserin Elisabeth zu den von Bad Kissinger Bürgern dargestellten historischen Persönlichkeiten mit Bezug zu Bad Kissingen.

### Sisi Tour Bad Kissingen
Im Jahr 2023 wurde die Sisi Tour Bad Kissingen eingerichtet. Er beginnt im Kurgarten, führt über den Luitpoldpark zum Altenberg und informiert mittels Smartphone-QR-Codes über Kaiserin Elisabeth.

### Sonderausstellung im Museum Obere Saline
Kaiserlich & inkognito: Sisi in Bad Kissingen (18. Oktober 2023 – 28. April 2024 im Museum Obere Saline).